# Temple de la renommée du baseball du Japon
Pour les articles homonymes, voir Temple de la renommée.

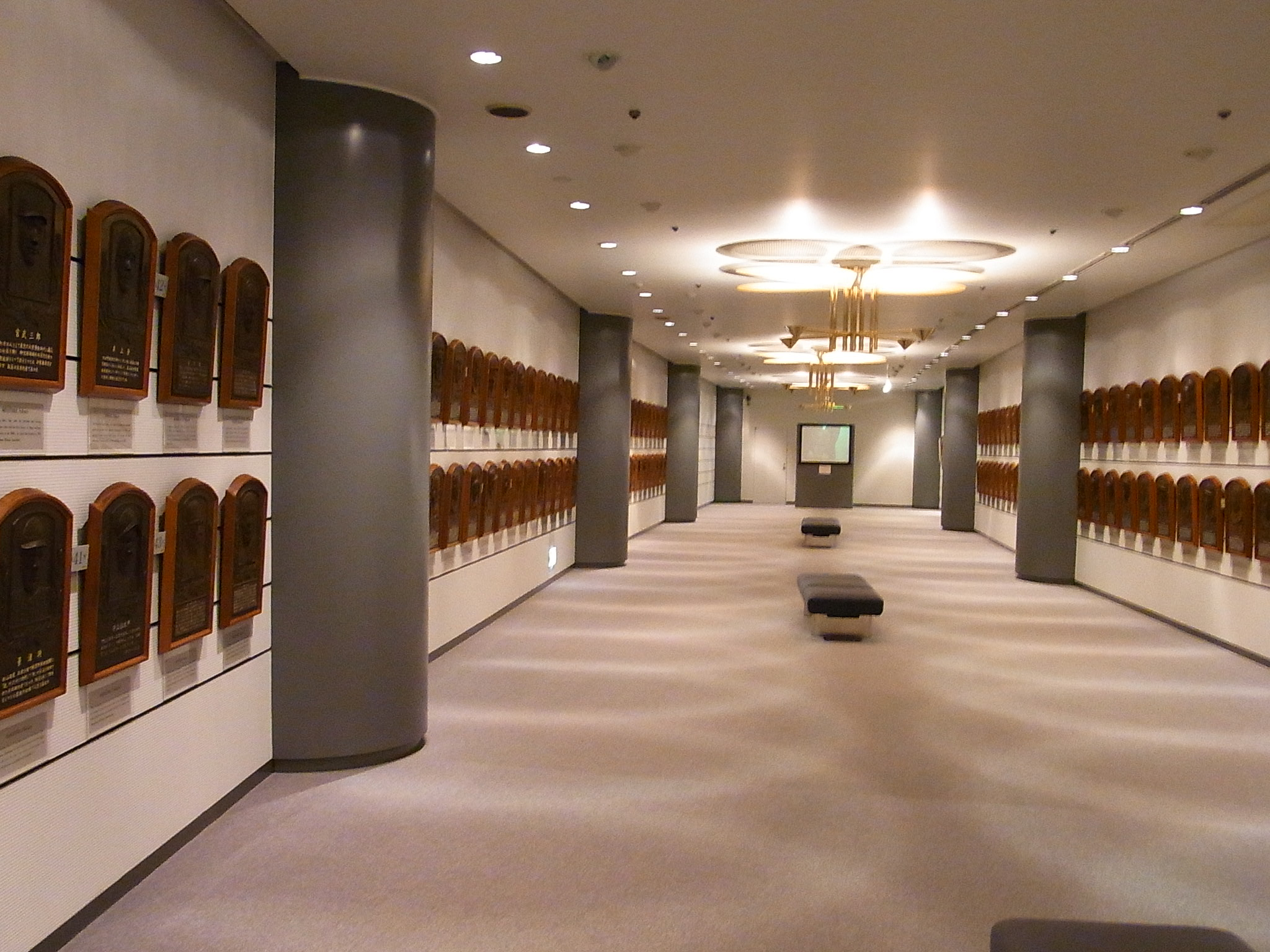
L'intérieur du Baseball Hall of Fame and Museum, au Japon

Le Temple de la renommée du baseball du Japon (野球体育博物館) est un musée consacré aux joueurs de baseball au Japon. Il fut ouvert en 1959 au Tokyo, Japon et a depuis été déplacé au Tokyo Dome.
Joueurs élus :
- Victor Starffin - (1960)
- Yutaka Ikeda - (1962)
- Haruyasu Nakajima - (1963)
- Tadashi Wakabayashi - (1964)
- Tetsuharu Kawakami - (1965)
- Kazuto Tsuruoka - (1969)
- Shunichi Amachi - (1970)
- Nobuaki Nidegawa - (1970)
- Shuichi Ishimoto - (1972)
- Sadayoshi Fujimoto - (1974)
- Fumio Fujimura - (1974)
- Hideo Nakagami - (1976)
- Shigeru Mizuhara - (1977)
- Michio Nishizawa - (1977)
- Kenjiro Matsuki - (1978)
- Shinji Hamazaki - (1978)
- Takehiko Bessho - (1979)
- Hiroshi Oshita - (1980)
- Makoto Kozuru - (1980)
- Tokuji Iida - (1981)
- Osamu Mihara - (1983)
- Shinji Kirihara - (1984)
- Shigeru Sugishita - (1985)
- Katsumi Shiraishi - (1985)
- Atsushi Aramaki - (1985)
- Shigeo Nagashima - (1988)
- Kaoru Bettou - (1988)
- Yukio Nishimoto - (1988)
- Masaichi Kaneda - (1988)
- Hidenosuke Shima - (1989)
- Katsuya Nomura - (1989)
- Jiro Noguchi - (1989)
- Juzo Sanada - (1990)
- Isao Harimoto - (1990)
- Shigeru Makino - (1991)
- Osamu Tsutsui - (1991)
- Kichiro Shimaoka - (1991)
- Tatsuro Hirooka - (1992)
- Michinori Tsubouchi - (1992)
- Yoshio Yoshida - (1992)
- Kazuhisa Inao - (1993)
- Minoru Murayama - (1993)
- Sadaharu Oh - (1994)
- Wally Kaname Yonamine - (1994)
- Tadashi Sugiura - (1995)
- Tokichiro Ishii - (1995)
- Motoshi Fujita - (1996)
- Sachio Kinugasa - (1996)
- Katsuo Osugi - (1997)
- Futoshi Nakanishi - (1999)
- Yoshinori Hirose - (1999)
- Takeshi Koba - (1999)
- Sadao Kondo - (1999)
- Tetsuya Yoneda - (2000)
- Rikuo Nemoto - (2001)
- Masaaki Koyama - (2001)
- Kazuhiro Yamauchi - (2002)
- Keishi Suzuki - (2002)
- Yutaka Fukumoto - (2002)
- Kenjiro Tamiya - (2002)
- Toshiharu Ueda - (2003)
- Junzo Sekine - (2003)
- Akira Ogi - (2004)

Autres :
- Matsutaro Shoriki - (1959)
- Hiroshi Hiraoka - (1959)
- Yukio Aoi - (1959)
- Shin Hashido - (1959)
- Kiyoshi Oshikawa - (1959)
- Jiro Kuji - (1959)
- Eiji Sawamura - (1959)
- Abe Isō - (1959)
- Lefty O'Doul - (2002)
- Shiki Masaoka - (2002)
- Horace Wilson - (2003)
- Sakae Suzuka - (2003)